# تايلور سويفت
تايلور أليسون سويفت (بالإنجليزية: Taylor Alison Swift) هي مغنية وكاتبة أغاني بوب ريفي وممثلة أمريكية من مواليد 13 ديسمبر 1989. تشمل الديسكوغرافيا الخاصة بها عدة أنواع موسيقية، كما حاز أسلوبها السردي في كتابة الأغاني—غالبًا مُستمد من حياتها الشخصية—علي ثناء نقدي وتغطية إعلامية. ولدت في ويست ريدينغ، الواقعة في بنسيلفانيا، لكنها انتقلت إلي ناشفيل في عمر الـ14 عامًا لتصبح فنانة موسيقى الريف. وقعت صفقة لكتابة الأغاني مع سوني/إيه تي في للنشر الموسيقي في عام 2004 وعقد تسجيلي مع بيغ ماشين ريكوردز في 2005.
في عام 2006، أصدرت سويفت أول أغنية منفردة لها بعنوان "تيم مكغرو"، ومن بعدها أول ألبوم لها، والذي يحمل اسمها، والذي صُدر بعدة أسطوانات بلاتينية في أمريكا، حين ترشحت سويفت لجائزة أفضل فنان جديد في حفل توزيع جوائز الغرامي الخمسين. جعل هذا الألبوم منها أول مغنية ريفية تكتب أو تشارك في كتابة ألبوم كامل. في نوفمبر 2008، أصدرت ثاني ألبوم لها بعنوان جريئة، وأصدرت ألبومها الثالث تكلم الآن في 25 أكتوبر 2010، واختبرت سويفت فيهما نفسها في موسيقى البوب الريفي. وعلي التوالي، كانت أغنيتي "قصة حب" و"مكانك معي" أول أغنيتان ريفيتان تتصدران تصنيفي البث السريع للبوب وجميع أنواع الموسيقى. اختبرت سويفت نفسها في نمط الروك والنمط الإلكتروني في ألبومها ريد (2012)، والذي تضمن أغنيتها "نحن لن نعود لبعضنا أبداً" التي كانت رقم واحد علي بيلبورد هوت 100، وتجنبت خلفيتها الريفية في ألبومها السينثبوب، 1989 (2014)، الذي كان مُدعمًا بواسطة 3 أغاني هم: "شيك إت أوف"، و"بلانك سبيس"، و"باد بلود"، واللذين تصدروا المراتب. ألهم تدقيق وسائل الإعلام ألبومها ذا النكهة الحضارية ريبيوتيشن (2017) وأغنيته رقم واحد المنفردة "انظر ماذا جعلتني أفعل".
بعد خروجها من بيغ ماشين، وقعت سويفت مع ريبابليك ريكوردز في عام 2018 وأصدرت ألبومها الإستوديو السابع، حبيب (2019)، وتبعه فيلم وثائقي عن سيرتها الذاتية بعنوان ملكة جمال أمريكانا (2020). غامرت سويفت داخل موسيقى الإندي فولك والروك البديل في ألبوميها فولكلور (2020) وإلي الأبد (2020)، واللذان تصدر منهما أغنيتي "سترة" و"شجرة الصفصاف" هوت 100. بدأت سويفت في إعادة تسجيل ألبوماتها الستة الأولي بعد نزاع حول الماستر الخاص بهم، فأعادت إصدار ألبومين في 2021—جريئة (نسخة تايلور) وريد (نسخة تايلور). أصبحت أغنية "كل شيء على ما يرام (نسخة 10 دقائق)" أطول أغنية تتصدر هوت 100. حطم ألبوم سويفت العاشر ميدنايتس (2022) وأغنيته المنفردة القيادية "آنتي-هيرو" عدة تسجيلات بث. أخرجت سويفت أيضًا فيديوهات موسيقية وأفلام، مثل كل شيء علي ما يرام: الفيلم القصير (2021)، وحصلت علي أدوار مساعدة في أفلام أخرى.
باعت سويفت أكثر من 200 مليون تسجيل عالميًا، وهي بذلك واحدة من الموسيقين الأكثر مبيعًا علي الإطلاق وبحسب تصنيف لثروات مشاهير العالم نشرته مجلة فوربس في 2 إبريل 2024 أصبحت سويفت أول فنان يتخطى عتبة المليار دولار بفضل الدخل من الموسيقى حصراً. كما تعتبر المغنية الوحيدة التي تمتلك خمسة ألبومات مفتوحة بأكثر من مليون نسخة تم بيعها في الولايات المتحدة. من بين جوائزها 11 جائزة غرامي، منها 3 جوائز لألبوم العام؛ وجائزة إيمي؛ و40 جائزة موسيقى أمريكية؛ و29 جائزة بيلبورد الموسيقية؛ و84 رقمًا قياسيًا في موسوعة غينيس العالمية. وظهرت في تصنيفات مثل أعظم 100 كاتب أغاني في جميع الأوقات بالرولينغ ستون، وأعظم فناني البيلبورد في جميع الأوقات، وقائمتي تايم 100 ومشاهير فوربس الـ100.وفي 6 ديسمبر 2023 كرمت من مجلة "تايم" على لقب شخصية العام 2023 بعدما شكّلت جولة حفلاتها حدثاً استثنائياً في الصناعة الموسيقية. وكُرمت بألقاب مثل فنانة العقد وامرأة العقد. هي مدافعة عن حقوق الفنانين وتمكين المرأة، وفي تاريخ جوائز غرامي حققت تايلر سويفت إنجازاً غير مسبوق حين نالت لقب ألبوم العام للمرة الرابعة خلال الاحتفال الـ66 متقدمة على فرانك سيناترا وستيفي وندر. كما يعود الفضل إلى موسيقاها في التأثير على جيل من المغنين وكتاب الأغاني.

## حياتها المبكرة
ولدت سويفت ونشأت في ويوميسينغ، بنسيلفانيا، لأبوين أندريا ربة المنزل وسكوت سمسار بورصة. كانت جدة سويفت ماجوري فينالي، مغنية أوبرا. ولها أخ أصغر، يدعى أوستن.
عندما كانت سويفت في الصف الرابع، ربحت تايلور سويفت مسابقة شعرية وطنية بقصيدة من ثلاث صفحات "وحش في خزانتي (بالإنجليزية: Monster In My Closet)". وفي عمر العاشرة، علمها مصلح حواسيب كيف تعزف على ثلاثة من أوتار القيثارة، مما أثار اهتمامها في الآلة الموسيقية. بعد ذلك، كتبت أول أغنية لها "يا لك من محظوظ (بالإنجليزية: Lucky You)". ثم بدأت تؤلف الأغاني بشكل منتظم كمهرب من ألم عدم الاندماج في المدرسة. كانت ضحية للتنمر، وغالبًا ما كتبت أغاني عن ذلك للتنفيس عن مشاعرها. بدأت سويفت أيضًا تغني في مسابقات الكاراوكه والمهرجانات والمعارض في بلدتها الأم. عندما كانت في الثانية عشر من عمرها، كرست الصيف بأكمله لكتابة رواية مؤلفة من 350 صفحة، لم تنشر حتى اليوم. كان حفلها الرئيسي الأول في معرض بلومسبرغ والذي لاقى استحسانًا من الجميع. ارتادت سويفت مدرسة هيندرسونفيل الثانوية في تينيسي، لكنها تلقت تعليمًا منزليًا في السنتين قبل الأخيرة والأخيرة. في عام 2008، نالت سويفت الشهادة الثانوية.
تأثرت تايلور سويفت بشدة بالمغنية شانيا توين، كما تأثرت بلوآن ريمس وتينا ترنر ودوللي بارتون وجدّتها. وعلى الرغم من أن جدتها كانت مغنية أوبرا محترفة، إلا أن ذوق تايلور سويفت كان يميل إلى الموسيقى الريفية.

## حياتها الفنية

### 2000-2005: البدايات
في عمر الحادية عشرة، ذهبت سويفت في أول رحلة لها إلى ناشفيل، آملة أن تحصل على عقد تسجيل عن طريق توزيع شريط لها غنت فيه أغاني كاراوكه لجميع شركات التسجيل في البلدة، لكن الجميع رفضها.
بعد أن عادت إلى بنسيلفانيا، طُلب منها أن تغني في بطولة أمريكا المفتوحة للتنس، حيث أثارت إعجاب الجميع بغنائها النشيد الوطني الأمريكي. بدأت سويفت بكتابة الأغاني وعزف الإيتار ذو الاثنا عشر وتر عندما كانت في الثانية عشر من عمرها. ظلت سويفت تزور ناشفيل بانتظام وكتبت أغاني مع كاتبي الاغاني المحليي، وفي عمر الرابعة عشر، انتقلت عائلتها للعيش في إحدى ضواحي ناشفيل النائية.
عندما كانت في الخامسة عشر، رفضت سويفت التوقيع لتسجيلات RCA، لأن الشركة أرادت احتكارها. بعد الغناء في إحدى أماكن التقاء كاتبي الأغاني في ناشفيل، مقهى بلوبيرد، لفتت انتباه سكوت بورشيتا، الذي جعلها توقع على عقد مع شركته الناشئة حديثًا آنذاك «تسجيلات بيغ ماشين».

### 2008-2006:تايلور سويفت Taylor Swift

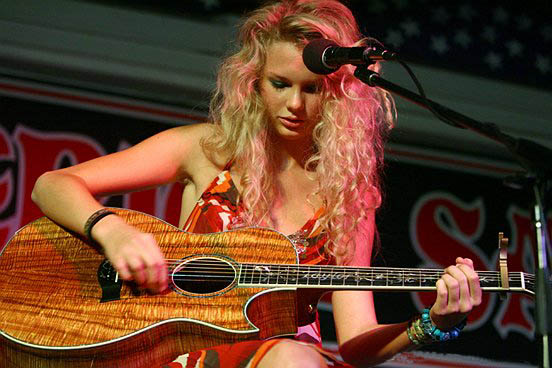
سويفت تعزف في مقهى على قيثارة من نوع "قيثارة تايلور"، حيث ما تزال تستعمل هذا النوع حتى اليوم.

أصدرت سويفت أول أغنية لها «تيم مغراو» (بالإنجليزية: Tim McGraw) في منتصف عام 2006، التي وصلت إلى المركز السادس في سباقات أغاني الريف الأمريكية، ثم أصدرت بعدها أول ألبوم لها والذي حمل اسمها في 26 أكتوبر 2006. بيع 39,000 نسخة من الألبوم في الأسبوع الأول بعد إصداره، ووصل إلى المرتبة الخامسة في البيلبورد 200. ظل ألبوم سويفت الأول 8 أسابيع متتالية على القمة في مراكز سباقات ألبومات الريف الأمريكية، وظل على القمة لمدة 24 أسبوع من أصل 91 أسبوع شارك فيها في السباق.
أُطلقت أغنية «قطرات دمع على قيثارتي» (بالإنجليزية: Teardrops on My Guitar) كثاني أغنية منفردة من ألبوم تايلور سويفت في 24 فبراير 2007. في منتصف عام 2007، بلغت الأغنية ذروتها عندما احتلت المركز الثاني في مركز سباقات أغاني الريف الأمريكي، والمركز الثالث والثلاثين في مركز سباقات الأغاني في أمريكا. في أكتوبر 2007، اختارت جمعية كاتبي أغاني ناشفيل سويفت ككاتبة أغاني/مغنية العام، مما جعل منها أصغر من يفوز باللقب.

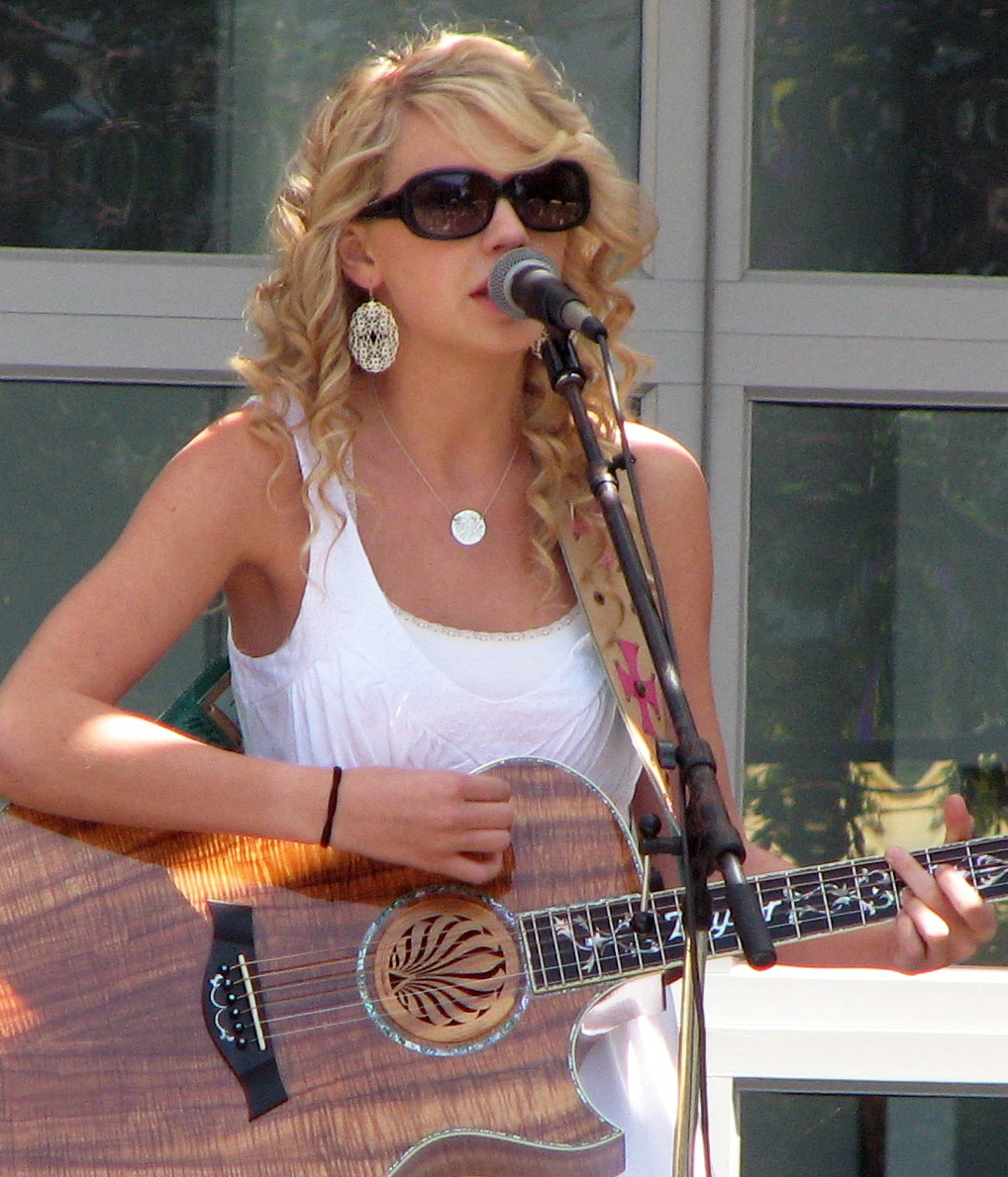
سويفت تغني في مقر ياهو! الرئيسي في عام 2007.

بقت ثالث أغنية منفردة من ألبومها الأول «أغنيتنا» (بالإنجليزية: Our Song) لست أسابيع في المركز الأول في مركز سباقات أغاني الريف في أمريكا. رُشحت سويفت لجائزة غرامي عام 2008 كأفضل فنانة جديدة، إلا أنها خسرت لصالح آمي واينهاوس، وأصبحت «صورة للحرق» (بالإنجليزية: Picture to Burn) رابع أغنية منفردة ناجحة من ألبوم سويفت الأول، كما أصبحت «كان يجب أن أقول كلا» (بالإنجليزية: Should've Said No) ثاني أغنية لها تحقق المركز الأول.

### 2010-2008:جريئة Fearlessوبداية التمثيل
صدر ثاني ألبوم إستوديو لسويفت بعنوان جريئة (بالإنجليزية: Fearless) في 11 نوفمبر 2008، واحتل الألبوم المركز الأول في مركز سباقات الألبومات الأمريكي في الأسبوع الأول من إصداره، مع مبيعات 592,304 نسخة ذاك الأسبوع. كانت تلك أكبر بداية في عام 2008 لألبوم فنانة أمريكية، والرابعة عمومًا بعد ليل واين وإيه سي/دي سي وكولدبلاي. في الأسبوع الأول من إصدار الألبوم، احتلت سبع أغاني عمومًا من جريئة مراكز في البيلبورد 100، مما جعل سويفت تتعادل مع مايلي سايرس لأكثر عدد من أغاني ألبوم واحد تحقق مركزًا في أسبوع واحد. اختيرت أغنية «تغير» (بالإنجليزية: Change) من جريئة كأحد الأغاني الداعمة لفريق الولايات المتحدة في ألعاب الأولمبياد الصيفية سنة 2008.
أول أغنية منفردة من الألبوم، «قصة حب» (بالإنجليزية: Love Story)، التي استوحيت موسيقاها من روميو وجولييت، والتي أصدرت في 12 سبتمبر 2008، وصلت إلى المركز السادس عشر في البيلبورد 100 في أول أسبوع من إصدارها، وبلغت ذروتها عندما وصلت للمركز الرابع. الأغنية المنفردة الثانية من الألبوم «حصان أبيض» (بالإنجليزية: White Horse)، صدرت في 8 ديسمبر 2008، وحققت أيضًا مراكز جيدة في السباق.
في يناير 2009، أعلنت سويفت عن أول جولة فنية لها بعنوان جولة الجرأة (بالإنجليزية: Fearless Tour) في أمريكا الشمالية. بدأت الجولة في إيفانسفيل، إنديانا في 23 أبريل. في 8 فبراير 2009، غنت سويفت أغنيتها «الخامسة عشر» (بالإنجليزية: Fifteen) مع مايلي سايرس في حفل توزيع جوائز الغرامي الواحد والخمسين. كما أصدرت سويفت أغنيتها «أكثر جنونا» (بالإنجليزية: Crazier) من أجل موسيقى فيلم هانا مونتانا التصويرية. كما كانت سويفت أصغر فنانة تفوز بجائزة أكاديمية جوائز موسيقى الريف ألبوم العام.
في 28 أبريل 2009، غنت سويفت في حفلة موسيقية مجانية مخصصة لطلاب مدرسة بيشوب إيريتون الثانوية، وهي مدرسة كاثوليكية صغيرة في الإسكندرية، فيرجينيا، بعد فوز المدرسة بمسابقة من فيرايزون وايرلس.

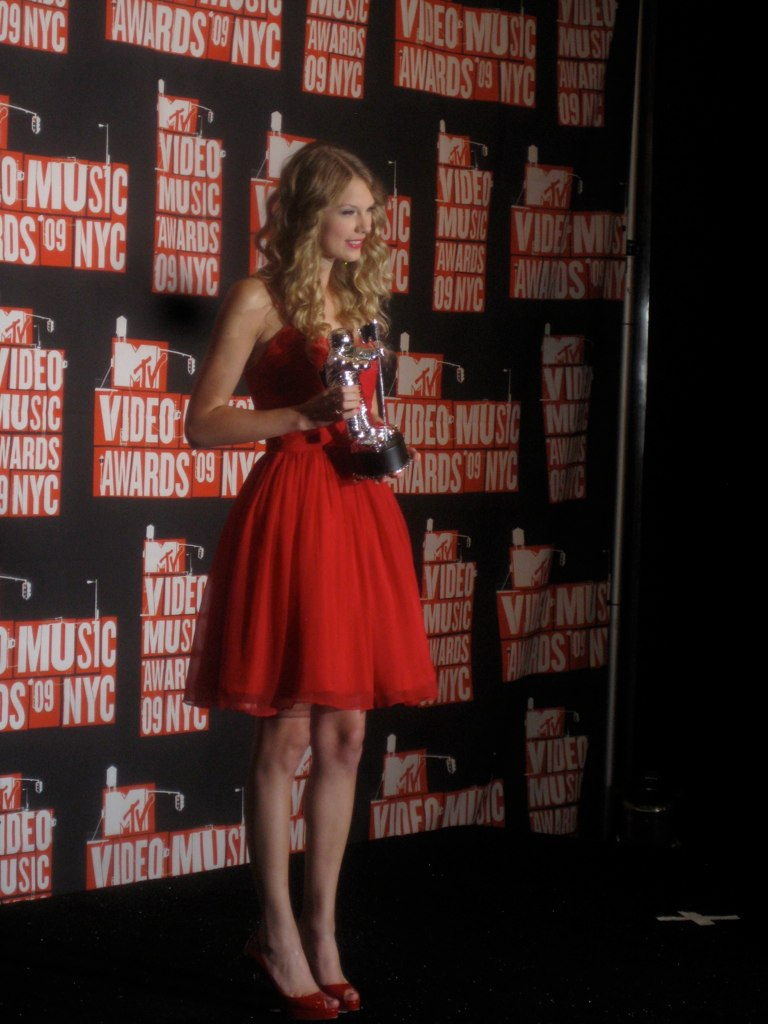
سويفت مع جائزتها في حفل توزيع جوائز الـ VMA عام 2009.

في 13 سبتمبر 2009، حضرت سويفت حفل توزيع جوائز الـ VMA عام 2009 حيث كان من المقرر أن تغني في الحفل. كان هذا أول حفل لها، حيث أصبحت أول فنانة أو فنان ريفي يحصل على جائزة الـ VMA. خلال الحفل، عندما كانت سويفت تتقبل جائزتها عن أفضل فيديو لفنانة ل«مكانك معي» (بالإنجليزية: You Belong with Me)، صعد مغني الراب كانييه ويست على المسرح وأخذ الميكروفون من يد سويفت، مصرحًا بأن فيديو بيونسيه «سيدات عازبات (ضع خاتما عليه)» (بالإنجليزية: Single Ladies (Put a Ring on it)) المرشح لنفس الجائزة، أحد أفضل الفيديوات الموسيقية في التاريخ، فجعل العديد من حاضري الحفل يصرخون استهجانًا ضد ويست. أعاد ويست الميكروفون بعد ذلك إلى سويفت المتفاجئة والمنزعجة التي لم تكمل خطابها. وعندما فازت بيونسيه بعد ذلك بجائزة أفضل فيديو للعام لنفس الأغنية، دعت سويفت إلى المسرح لتكمل خطابها.
بعد الحفل، اعتذر ويست على مدونته الإلكترونية (الذي أزيل في وقت لاحق). كما انتقد كثير من المشاهير فورة ويست، ولعل أبرز هؤلاء المشاهير الرئيس الأمريكي باراك أوباما، عندما دعاه بـ «الأحمق» نشر بعد ذلك ويست اعتذاره الثاني مرة أخرى على مدونته، واعتذر لأول مرة بشكل علني في برنامج جاي لينو بعد يوم واحد من الحادثة.
في 15 سبتمبر 2009، تحدثت سويفت عن الحادثة في برنامج ذا فيو، حيث عبرت عن حماسها عندما رأت كانييه في البداية، ثم عن خيبة أملها بعد فعلته تلك. قالت سويفت أن ويست لم يتحدث إليها أبدًا بعد الحادثة. بعد ظهورها في البرنامج، اتصل ويست بسويفت واعتذر لها شخصيًا، حيث قبلت سويفت اعتذاره.
في 14 نوفمبر 2009، حطمت سويفت رقمًا قياسيًا لأكثر أغاني موجودة في البيلبورد 100 لفنانة في وقت واحد، مع وجود ثمان من أغانيها في مركز السباقات. كان جريئة الألبوم الأكثر مبيعًا في الولايات المتحدة في النصف الأول من عام 2009، ثم تم تشهيد الألبوم بستة أسطوانات بلاتينية لاحقًا في أمريكا.

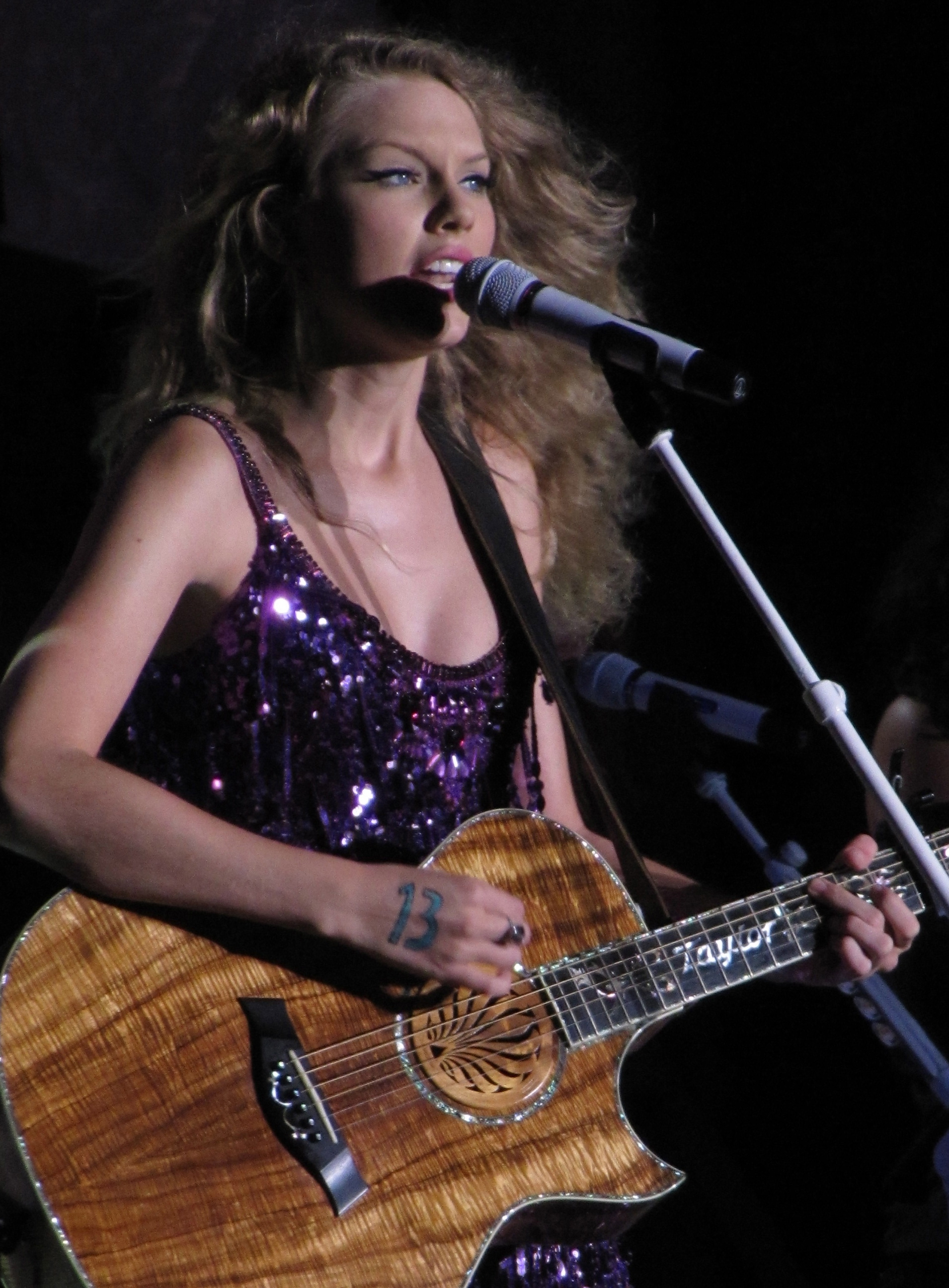
سويفت تغني في جزيرة الأمير إدوارد، كندا.

في 19 يناير 2010، أصدرت سويفت «اليوم كان قصة خيالية» (بالإنجليزية: Today Was a Fairytale) كجزء من أغاني فيلم عيد الحب، الذي كان أول فيلم لسويفت، حيث لعبت دور فيليشا، وفازت بجائزة اختيار المراهقين لأفضل ممثلة جديدة. بيع 325,000 نسخة من الأغنية في الأسبوع الأول من إصدارها، محطمة بذلك رقمًا جديدًا، لأكثر مبيعات الأسبوع الأول لفنانة. في فبراير 2010، استكملت سويفت جولة الجرأة في 5 مدن أسترالية.

### 2012-2010:انطق الآن Speak Now
في يوليو 2010، أعلنت مجلة بيلبورد أن اسم ألبوم سويفت الجديد سيكون انطق الآن (بالإنجليزية: Speak Now)، وأنه سيتم إطلاقه في 25 أكتوبر 2010، حيث كتبت سويفت الألبوم كله بنفسها. في 4 أغسطس 2010، تسربت الأغنية المنفردة الرئيسية من الألبوم «مُلكي» (بالإنجليزية: Mine)، مما جعل تسجيلات بيغ ماشين تسارع بإصدار الأغنية.
شاركت تايلور سويفت في حفل جوائز موسيقى الريف السنوي الـ 44 في 10 نوفمبر 2010. وفي عام 2011، كجزء من جولتها الآسيوية، زارت تايلور سويفت سنغافورة لأداء حفلة أمام حشود ضخمة من المعجبين.
باع الالبوم أكثر من 5,500,000 عالميا وأصبح من أفضل الالبومات.

### 2012-2014:أحمر Red
وهو البوم الرابع لتايلور صدر في أكتوبر، 2012. احتوى الالبوم على 16 أغنية كتبت تايلور 9 منهم وحدها والاغاني الأخرى شارك اخرون في كتابتها.
احتل الالبوم المرتبة الأولى في قائمة بيلبورد 200 بمبيعات بلغت 1.21 مليون نسخة في الأسبوع الأول من صدوره، وهي أعلى نسبة مبيعات في أسبوع واحد منذ عقد من الزمن. بحلول يناير، 2013 بلغت مبيعات البوم 5.4 مليون نسخة حول العالم.

## أعمال أخرى
شاركت سويفت بالتمثيل في إحدى حلقات المسلسل الأمريكي سي إس آي، كما ظهرت على غلاف أكثر من مجلة مثل بليندر، واختيرت ضمن أكثر 100 شخص جمالاً في العالم لأعوام 2008 و2009 و2010، وفقًا لتصنيف مجلة بيبول. كما أُصدرت دمية على هيئة سويفت في أواخر عام 2008. في عام 2009، أصبحت سويفت أحدث شخصية مشهورة متحدثة باسم دوري الهوكي الوطني، حيث ظهرت في إعلانات لفريق ناشفيل في الهوكي.

### الأعمال الخيرية

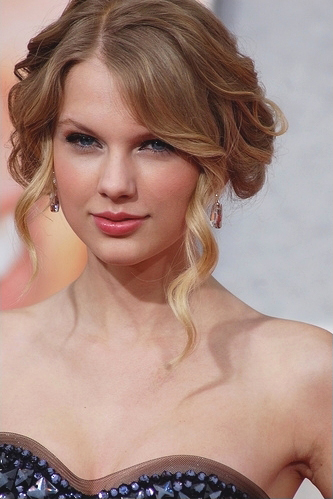
سويفت في العرض الأول لفيلم هانا مونتانا.

في 21 سبتمبر 2007، ساهمت سويفت في إطلاق حملة لحماية الأطفال من المعتدين على الإنترنت. فقد تعاونت مع حاكم تينيسي فيل بريديسين لمحاربة جرائم الجنس الإلكترونية. ساهمت الحملة التي كانت مدتها سنة بالتعاون مع شرطة تينيسي في إعطاء معلومات حول السلامة الإلكترونية للطلاب وذويهم في أرجاء الولاية. وفي بداية عام 2008، تبرعت سويفت بشاحنتها الزهرية التي أهدتها إياها شركة إنتاجها للأطفال. في يونيو 2008، تبرعت سويفت بكل ما جنتها من مبيعات إلى الصليب الأحمر في تينيسي.
تبرعت سويفت بمئة ألف دولار إلى الصليب الأحمر في سيدار رابيدس، آيوا، لمساعدة ضحايا الفيضان الذي حصل في آيوا سنة 2008. تعاونت سويفت مع ساوند ماترز لجعل المستمعين يستمعوا «بمسؤولية». أبدت سويفت دعمها لمقاومة حرائق فيكتوريا بغنائها في سيدني مع مجموعة من المغنين، حيث تبرعت سويفت بأكبر قدر من المال تبرع به أي مشهور ذلك اليوم للصليب الأحمر الأسترالي، كما تبرعت سويفت بفستان حفلة تخرجها إلى DonateMyDress.org، الذي جنى 1,200 دولار للأعمال الخيرية.
بعد الفيضانات التي حصلت في تينيسي عام 2010، تبرعت سويفت بـ 500,000$ لضحايا الحادث.

## كتابتها للأغاني
تعد أغاني سويفت سيرة ذاتية للمغنية؛ حيث تقول: «إذا استمعت إلى ألبوماتي، فهي كيومياتي». فمثلاً، «دائمًا وإلى الأبد» مستوحاة من علاقتها بجو جوناس، بينما أغنية «هي ستيفان»، فهي عن شاب افتتح بعض العروض لسويفت. «الخامسة عشر» عن سنة سويفت الأولى في المدرسة الثانوية، حيث هدف سويفت من كتابة أغانيها إلى جعل معجبيها يربطون أنفسهم بالأغنية، فطبيعة أغانيها الشخصية هو ما جذب إليها معظم الاهتمام.

## حياتها الشخصية
في عام 2008، كانت سويفت على علاقة رومانسية مع المغني جو جوناس التي انتهت في أكتوبر من ذاك العام. وقد صرحت سويفت أن أغنيتها «دائمًا وإلى الأبد» من ألبومها جريئة مستوحاة من جوناس. وفي عام 2009، أكدت سويفت صحة الإشاعات التي تقول أنها وتايلور لوتنر على علاقة. الأغنية «العودة إلى ديسمبر» (بالإنجليزية: Back to December) من ألبوم سويفت انطق الآن، التي وصفتها سويفت بأنها أغنية اعتذار، جعلت الجميع يتكهن أنها مهداة إلى لوتنر. وفي نوفمبر 2010، بدأت سويفت في مواعدة الممثل جيك جيلنهال. إلا أنهما إنفصلا في بداية عام 2011.

## فيلموغرافيا
| السنة | الفيلم/المسلسل                                        | الدور                       | ملاحظات                                  |
| ----- | ----------------------------------------------------- | --------------------------- | ---------------------------------------- |
| 2007  | أمريكا لديها موهبة                                    | تايلور سويفت                | ضيفة؛ الحلقة: حلقة الموسم الثاني الأخيرة |
| 2009  | الإخوة جوناس: تجربة الحفلة الموسيقية الثلاثية الأبعاد | تايلور سويفت                | كومبارس                                  |
| 2009  | سي إس أي                                              | هايلي جونز                  | حلقة: "استدر، استدر، استدر"              |
| 2009  | هانا مونتانا: الفيلم                                  | الفتاة التي تغني في الحظيرة | كومبارس                                  |
| 2009  | مباشر ليلة السبت                                      | تايلور سويفت                | مقدمة/ضيف موسيقي                         |
| 2009  | الرقص مع النجوم                                       | تايلور سويفت                | ضيفة؛ الحلقة: نتائج الأسبوع السادس       |
| 2010  | عيد الحب                                              | فيليشيا                     | أول تمثيل بطولي                          |
| 2010  | تايلور سويفت: الرحلة إلى جريئة                        | تايلور سويفت                | الدور الرئيسي                            |
| 2010  | الرقص مع النجوم                                       | تايلور سويفت                | ضيفة؛ الحلقة: المئتان                    |
| 2012  | ذا لوراكس                                             | أودري                       | أداء صوتي                                |
| 2014  | المعطي                                                | روزماري                     | دور رئيسي                                |
| غ/م   | كانتربري غلاس                                         |                             | دور رئيسي                                |

## الأعمال الغنائية

### الألبومات
- 2006: تايلور سويفت
- 2008: جريئة
- 2010: تكلم الآن
- 2012: أحمر
- 2014: 1989
- 2017: سمعة
- 2019: حبيب
- 2020: فوكلور
- 2020: إلى الأبد
- 2024: نادي الرجال المعذبين.[100]

## وصلات خارجية
- الموقع الرسمي
- تايلور سويفت على موقع IMDb (الإنجليزية)
- تايلور سويفت على موقع ميتاكريتيك (الإنجليزية)
- تايلور سويفت على موقع الموسوعة البريطانية (الإنجليزية)
- تايلور سويفت على موقع روتن توميتوز (الإنجليزية)
- تايلور سويفت على موقع قاعدة بيانات الأفلام العربية
- تايلور سويفت على موقع ألو سيني (الفرنسية)
- تايلور سويفت على موقع ميوزك برينز (الإنجليزية)
- تايلور سويفت على موقع رولينغ ستون (الإنجليزية)
- تايلور سويفت على موقع تيرنر كلاسيك موفيز (الإنجليزية)
- تايلور سويفت على موقع أول موفي (الإنجليزية)